# Boom latino-américain

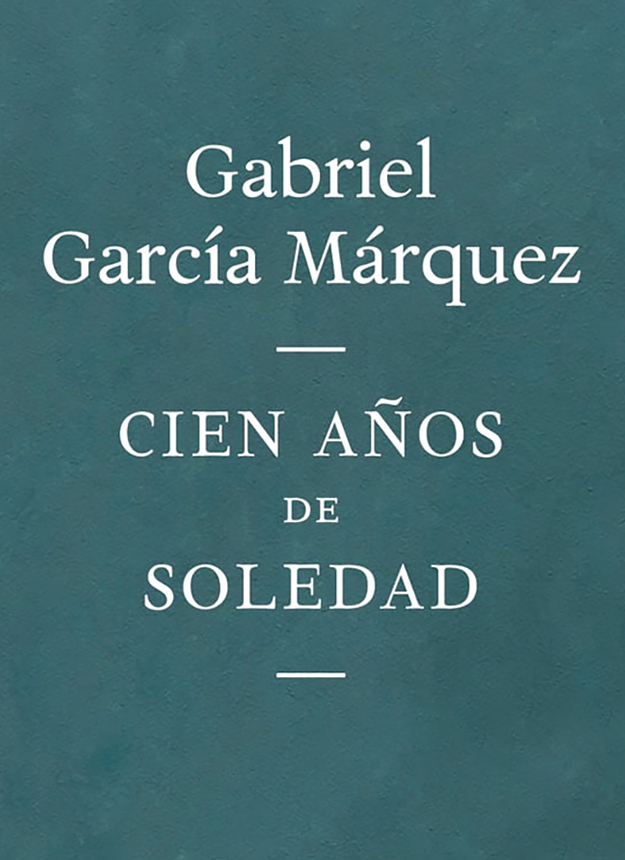
Couverture de Cent ans de solitude de Gabriel García Márquez

Le boom latino-américain (espagnol : boom latinoamericano) est un phénomène littéraire des années 1960 et 1970 apparu lorsque les travaux d'un groupe de relativement jeunes romanciers d'Amérique latine ont été largement diffusés en Europe et dans le monde.
Le « boom » est plus étroitement associé aux Argentins Julio Cortázar et Ernesto Sábato, aux mexicains Carlos Fuentes et Juan Rulfo, au péruvien Mario Vargas Llosa, au colombien Gabriel García Márquez, au chilien José Donoso, au cubain Guillermo Cabrera Infante, à l'uruguayen Juan Carlos Onetti. Influencés par le modernisme européen et nord-américain, mais aussi par le mouvement Vanguardia latino-américain, ces écrivains contestèrent les conventions établies de la littérature latino-américaine.

## Le «réalisme magique»(realismo mágico)
Le « réalisme magique » latino-américain reste pour beaucoup de personnes une manière efficace de représenter un monde ibéro-américain multiculturel. En effet, ce mouvement consiste à donner des dimensions merveilleuses, irréelles et exagérées de la réalité quotidienne, de façon que les personnages et le lecteur passent du réel au magique sans même s'en rendre compte. 
Le « réalisme magique » reste néanmoins un mouvement littéraire à ne pas confondre avec la littérature fantastique, qui, en Amérique du Sud, a pour objectif de remettre l'existence et la vie en question.[pas clair] Par ailleurs, la définition du realismo mágico latino-américain doit être distingué du réalisme magique français.

## Histoire: une chronologie duboom

### Réceptions
La chronologie présente les œuvres principales du boom latino-américain par ordre de parution. Elles sont sélectionnées sur deux critères : elles ont permis à des écrivains d'atteindre la notoriété internationale (la réception est essentielle dans l'histoire du boom), et d'être rattachés au boom par les thèmes traités et par leur écriture. Cette chronologie offre une synthèse de différentes sources, internationales et françaises, repérées par des indications graphiques : (*), (CRE), (PRG), (PME), (BI) dont les significations sont données.

#### Réception internationale
- Sont précisés les lauréats du Prix Nobel de littérature et du Prix Cervantes espagnol (créé en 1976) qui reconnaissent des trajectoires littéraires complètes (et non un livre particulier).
- (*) : Les livres marqués par un astérisque sont issus d'une étude (2011) à la fois historique et bibliométrique de Carolina Ferrer[1] qui prend en compte les travaux de plusieurs auteurs de référence, dont : 
  - un essai (1972) du critique uruguayen très influent Emir Rodriguez Monegal[2] ;
  - Histoire personnelle du "boom" (1972) de l'écrivain chilien Jose Donoso[3] ;
  - un article de synthèse (1994) de l'universitaire Donald L. Shaw[4].
- (CRE) : cette indication marque les livres qui sont cités dans « Les cent meilleurs romans en espagnol du XXe siècle » choisis par les lecteurs et les critiques d'El Mundo (janvier 2001)[5].
- (PRG) : cette indication marque les livres qui ont obtenu le prix littéraire de réputation internationale Rómulo Gallegos (créé en 1967, initialement attribué tous les cinq ans, puis tous les deux ans à partir de 1987)[6].
- Est précisé si des romans ont été lauréats de prix littéraires espagnols réputés comme le prix Biblioteca Breve du roman (première période, 1958-1972, prix créé par les très actives éditions Seix Barral de Barcelone), et le prix espagnol de la critique quelquefois attribués à des écrivains latino-américains.
- D'autres titres sont suggérés par des textes de synthèse, comme la notice « The 20th century > The "boom" novels » de l'Encyclopaedia Britannica, et des articles : par l'écrivain péruvien Iván Thays[7], par le romancier mexicain Jorge Volpi[8] et par les journalistes Paulo A. Paranagua[9] et David Sosa[10]. Voir aussi Portraits et propos recueillis par Luis Harss et Barbara Dohmann (1966, trad. Gallimard, 1970)[11] et le Dictionnaire amoureux de l'Amérique latine de Mario Vargas Llosa (2005) cités dans la bibliographie.

#### Réception française
- (PME) : cette indication marque les livres qui ont obtenu un prix littéraire français : 
  - (PME1) pour le Prix du Meilleur livre étranger (créé en 1948) ;
  - (PME2) pour le Prix Médicis étranger (créé en 1970).
- (BI) : cette indication marque les livres cités parmi les 49 meilleurs romans de « La littérature hispano-américaine » et de « La littérature lusitanienne » de La Bibliothèque idéale (1992)[12] qui ne cite qu'un seul titre par auteur.

#### Organisation de la chronologie et périodisation
- Tous les romans (écrits par des auteurs du boom) distingués par les études historiques, littéraires ou universitaires, et par les prix littéraires sus-nommés[13], sont cités dans la chronologie.
- Lors de la première apparition d'un auteur, sont précisés : ses dates, son pays d'origine, ses reconnaissances internationales.
- Cette chronologie propose plusieurs périodes ; la date de naissance du boom et les dates de transition sont discutées[14] et ne sont qu'indicatives.

### Précurseurs — 1920 à 1949 — Borges - Ocampo - Asturias - Carpentier
- Avant le boom proprement dit, il y a l'apport des précurseurs, de 1920 à 1949[15],[16],[17] : 
  - 1924 : Ifigenia de Teresa de la Parra (1989-1936, Venezuela)
  - 1924 : La vorágine de José Eustasio Rivera (1988-1928, Colombie)
  - 1929 : Doña Bárbara de Rómulo Gallegos (1984-1969, Venezuela)
  - 1929 : Memorias de Mamá Blanca de Teresa de la Parra
  - 1930 : Légendes du Guatemala de Miguel Ángel Asturias (1899-1974, Guatemala, Prix Nobel de littérature en 1967)
  - 1931 : Les lances rouges de Arturo Uslar Pietri (1906-2001, Venezuela, Prix Princesse des Asturies en 1990, Prix Rómulo Gallegos en 1991)
  - 1933 : Écue-Yamba.O. Alejo Carpentier (1904-1980, Cuba, Prix Cervantes 1977)
  - 1934 : La Fosse aux Indiens de Jorge Icaza (1906-1978, Equateur)
  - 1934 : Canaïma de Rómulo Gallegos
  - 1935 : Histoire universelle de l’infamie de Jorge Luis Borges (1899-1986, Argentine, Prix Cervantes 1979)
  - 1938 : Tala de Gabriela Mistral (1988-1957, Chili, Prix Nobel de littérature en 1945)
  - 1940 : L'Invention de Morel (*) d'Adolfo Bioy Casares (1914-1999, Argentine, Prix Cervantes 1990)
  - 1941 : Vaste est le monde (BI) de Ciro Alegría (1909-1967, Pérou)
  - 1944 : Fictions (*, CRE) de Jorge Luis Borges
  - 1944 : Papiers de Nouveau venu et Continuation du Rien (*) de Macedonio Fernández (1874-1952, Argentine)
  - 1940 : Plan d'évasion (*, PME1) d'Adolfo Bioy Casares
  - 1946 : Monsieur le Président (*, CRE, PME1, BI) de Miguel Ángel Asturias
  - 1947 : Demain la tempête (*) d'Agustín Yáñez (1904-1980, Mexique)
  - 1948 : Autobiografía de Irene (nouvelles, in Faits divers de la terre et du ciel) (BI) de Silvina Ocampo (1903-1993, Argentine)
  - 1948 : Adán Buenosayres de Leopoldo Marechal (1900-1970, Argentine)
  - 1948 : Le Tunnel (BI) d'Ernesto Sábato (1911-2011, Argentine, Prix Cervantes 1984)
  - 1949 : L'Aleph de Jorge Luis Borges
  - 1949 : Le Royaume de ce monde (*) d'Alejo Carpentier

### Naissance duboom— 1949 à 1961 — Onetti - Rulfo - Arguedas
- Le début du boom peut être défini par la parution d'Homme de Maïs de Miguel Angel Asturias en 1949 ou de La Vie brève d'Onetti en 1950[18] : 
  - 1949 : Homme de Maïs (*, CRE) de Miguel Angel Asturias
  - 1950 : La Vie brève (*, BI) de Juan Carlos Onetti (1909-1994, Uruguay, Prix Cervantes 1980)
  - 1953 : Le Partage des eaux (*, PME1, BI) (ou : Les Pas perdus) d'Alejo Carpentier
  - 1953 : (es) Le Llano en flammes (nouvelles) de Juan Rulfo (1917-1986, Mexique)
  - 1954 : Les Adieux (*) de Juan Carlos Onetti
  - 1954 : Le Songe des héros (*) d'Adolfo Bioy Casares
  - 1955 : Pedro Páramo (*, CRE, BI) de Juan Rulfo
  - 1957 : (es) Couronnement de José Donoso (1924-1996, Chili)
  - 1958 : La Plus Limpide Région (*, BI) de Carlos Fuentes (1928-2012, Mexique, Prix Cervantes 1984)
  - 1959 : Œuvres complètes et autres contes d'Augusto Monterroso (1921-2003, Guatémala et Mexique)
  - 1959 : Les Fleuves profonds (*, BI) de José Maria Arguedas (1911-1969, Pérou)
  - 1959 : Hijo de hombre d'Augusto Roa Bastos (1917-2005, Paraguay, Prix Cervantes 1989)
  - 1959 : Les Armes secrètes (nouvelles) de Julio Cortázar (1914-1984, Argentine et France)
  - 1960 : La Trêve (CRE) de Mario Benedetti (1920-2009, Uruguay)
  - 1960 : Chronique de San Gabriel de Julio Ramón Ribeyro (1929-1994, Pérou)
  - 1961 : Les Gagnants (*) de Julio Cortázar

### Écrivains brésiliens — Guimarães Rosa - Amado - Lispector
- L'essai de Emir Rodriguez Monegal, qui a servi de première source à cette chronologie, ne prend pas en compte les romanciers de langue portugaise. On peut cependant distinguer des écrivains brésiliens[19] :
  - 1956 : Diadorim (Grande Sertão: veredas) (BI) de João Guimarães Rosa (1908-1967, Brésil)
  - 1958 : Gabriela, girofle et cannelle (BI) de Jorge Amado (1912-2001, Brésil)
  - 1961 : (pt) Le Bâtisseur de ruines (ou La pomme au noir) (BI) de Clarice Lispector (1920-1977, Brésil)
  - 1964 : (pt) La passion selon G.H. de Clarice Lispector
  - 1966 : Dona Flor et ses deux maris : histoire morale, histoire d'amour de Jorge Amado

### Tournant duboom— les années 1961-1962-1963 — Onetti - Sábato - Fuentes - Vargas Llosa - Cortázar

#### 1961 — Onetti - Sábato
- Un tournant important est observé au début des années 1960. Dans son témoignage personnel publié en 1972, José Donoso le fait débuter en 1961 puisqu'il y cite les romans de Sábato et Onetti (les auteurs et les dates de parution des romans sont ajoutées entre parenthèses) : « En à peine 6 ans, entre 1962 et 1968, j'ai lu La Mort d'Artemio Cruz (Fuentes, 1962), La Ville et les Chiens (Vargas Llosa, 1962), La Maison verte (Vargas Llosa,1966), Le Chantier (Onetti,1961), Paradiso (Lezama Lima, 1966), Marelle (Cortázar, 1963), Héros et Tombes (Sábato, 1961), Cent ans de solitude (García Márquez, 1967) et autres, par ailleurs récemment publiés. Tout d'un coup étaient apparue une douzaine de romans pour le moins notables, peuplant un espace auparavant désert. »[20]

#### 1962 — Congrès de Concepción - Fuentes - Vargas Llosa
- Toujours selon Jose Donoso, la prise de conscience, par les écrivains latino-américain eux-mêmes, de l'importance du mouvement a lieu en 1962. Voici le récit de l'écrivain chilien qui avait commencé sa propre prise de conscience lors d'un séjour à Buenos Aires (1958-1960) : « cela culmina et s'éclaircit au Congrès des Intellectuels de l'Université de Concepción (Chili), en 1962 (organisé par Gonzalo Rojas, David Stitchkin (es) étant recteur) où intervinrent, parmi beaucoup d'autres, Pablo Neruda, José Maria Arguedas, José Miguel Oviedo, Augusto Roa Bastos, Pepe Bianco, Carlos Fuentes, Claribel Alegria, Alejo Carpentier, sans compter un prix Nobel, des professeurs (...) et un groupe nourri d'écrivains chiliens. »[21]. Pendant ce congrès, tous les participants se plaignent d'être beaucoup mieux informés sur les livres des écrivains américains ou français que sur les livres des écrivains des pays voisins qui n'étaient pas diffusés chez eux (faiblesse de l'édition). Carlos Fuentes et Pablo Neruda y ont été les intervenants les plus influents.
- Cette année 1962 a une grande importance symbolique[22], car paraissent aussi trois romans très marquants de Vargas Llosa (La Ville et les Chiens), Fuentes (La Mort d'Artemio Cruz) et Carpentier (Le Siècle des Lumières). Le roman du très jeune Vargas Llosa reçoit le prix Biblioteca Breve du roman des très actives éditions Seix Barral de Barcelone, selon José Donoso : « un des rares prix qui garda longtemps sa solvabilité littéraire et qui (...) a stimulé intelligemment la diffusion des courants actuels du roman. C'est à partir de La Ville et les Chiens que le public se demanda : "Qui est Vargas Llosa ? Qu'est-ce que le roman latino-américain contemporain ? Et Biblioteca Breve ? Et Seix Barral ?" (...) Si le prix de 1962, "lança" Mario Vargas Llosa (...), Mario Vargas Llosa "lança" Seix Barral. »[23]. Pour ce roman, et le suivant (La Maison verte), Vargas Llosa obtenait également le prix espagnol de la critique rarement accordé à des écrivains non espagnols.

#### 1963 — Cortázar
- En 1963, paraît Marelle, le roman expérimental de Cortázar qui aura beaucoup d'influence et qui sera très commenté[24].

#### Les romans dutournant
- 1961 : Héros et Tombes (CRE) (ou : Alejandra) d'Ernesto Sábato
- 1961 : Pas de lettre pour le colonel (CRE) de Gabriel García Márquez (1927-2014, Colombie, Prix Nobel de littérature en 1982)
- 1961 : Le Chantier (CRE) de Juan Carlos Onetti
- 1962 : La Ville et les Chiens (*, CRE, BI, prix Biblioteca Breve du roman, prix espagnol de la critique) de Mario Vargas Llosa (1936-2025, Pérou et Espagne, Prix Cervantes 1994, Prix Nobel de littérature en 2010)
- 1962 : La Mort d'Artemio Cruz de Carlos Fuentes
- 1962 : Le Siècle des Lumières (CRE) d'Alejo Carpentier
- 1962 : Le Christ des ténèbres (*) de Rosario Castellanos (1925-1974, Mexique)
- 1963 : Los recuerdos del porvenir d'Elena Garro (1916-1998, Mexique)
- 1963 : Los albañiles (ou : Qui a tué don Jesús ?) (prix Biblioteca Breve du roman) de Vicente Leñero (1933-2014, Mexique)
- 1963 : Marelle (*, CRE) de Julio Cortázar

### Après le tournant — 1964-1968: «Prédominances et expansion» — Donoso - Puig - Lezama Lima - Del Paso - Cabrera Infante - Garcia Marquez
- Après le tournant, voici les « années de prédominances et d'expansion » (selon l'expression de Jorge Volpi)[25], et de la réception, en particulier en Espagne, comme en témoigne le romancier catalan Jaume Cabré : « Quand je suis entré à l’université à la fin des années 60 c’était le boom de la littérature latino-américaine. J’ai adoré les premiers romans de Mario Vargas Llosa : La Maison verte, La Ville et les Chiens, Conversation à la Cathédrale, Pantaleón et les visiteuses. J’ai admiré Borges et sa capacité à dire simplement la complexité des choses. Chez Garcia Marquez j’ai trouvé une imagination portée à ses limites et ce pouvoir de faire disparaître si nécessaire des personnages. Toutes les nouvelles de Cortazar sont des modèles du genre. Je dois aussi beaucoup à Fuentes, à Juan Rulfo qu’il faut relire de temps en temps »[26] : 
  - 1964 : Ramasse-Vioques de Juan Carlos Onetti
  - 1964 : Los Relámpagos de Agosto de Jorge Ibargüengoitia (1928-1983, Mexique)
  - 1965 (posthume) : Musée du roman de l'Éternelle (*) de Macedonio Fernández
  - 1965 : Ce lieu sans limites de José Donoso
  - 1965 : Le Poids de la nuit de Jorge Edwards (1931-2023, Chili, prix Cervantes 1999)
  - 1965-1968 : La Trahison de Rita Hayworth (finaliste du prix Biblioteca Breve du roman) de Manuel Puig (1932-1990, Argentine)
  - 1966 : La Maison verte (*, PRG, prix espagnol de la critique) de Mario Vargas Llosa
  - 1966 : Paradiso (*, CRE, BI) de José Lezama Lima (1910-1976, Cuba)
  - 1966 : José Trigo (CRE) de Fernando del Paso (1935-2018, Mexique)
  - 1966 : Peau neuve, (*, prix Biblioteca Breve du roman) de Carlos Fuentes
  - 1967 : Tu mourras ailleurs de José Emilio Pacheco (1939-2014, Mexique, prix Cervantes 2009)
  - 1967 (1964-1970) : Trois tristes tigres (CRE, PME1, BI, prix Biblioteca Breve du roman pour la version initiale de 1964) de Guillermo Cabrera Infante (1929-2005, Cuba, Prix Cervantes 1997)
  - 1967 : Cent ans de solitude (*, CRE, PRG, PME1, BI, le roman moderne de langue espagnole le plus vendu au monde (en)) de Gabriel García Márquez
  - 1968 : 62. Maquette à monter (*) de Julio Cortazar
  - 1969 : Conversation à la Cathédrale (*, CRE) de Mario Vargas Llosa

### De 1969 à la fin des années 1970 — Poniatowska - Bryce Echenique - Roa Bastos
- Au début des années 1970, les écrivains du boom, qui vivent entre l'Amérique et l'Europe, savent qu'ils forment un mouvement reconnu à l'étranger ; ainsi en témoigne ce commentaire de Philippe Lançon (critique de Libération) : « Le 15 août 1970, à Avignon, pour la première d’une pièce de Carlos Fuentes, l’Argentin Julio Cortázar invite en famille trois fauves dominants de la littérature latino-américaine : García Márquez, sa femme Mercédes, et leurs deux enfants, Vargas Llosa et sa femme Patricia, le Chilien José Donoso et sa femme Pilar[27]. Ils viennent de Barcelone, où ils habitent. Sur la photo, ils sont moustachus, barbus, chevelus, poilus, souriants, éclatants. C’est la dernière fois qu’on les verra tous ensemble. »[28].
- Ces écrivains écrivent sur leurs pairs : 
  - En 1971, Vargas Llosa soutient à Madrid une thèse de doctorat sur García Márquez : Histoire d’un déicide ; 
    - beaucoup plus tard, Vargas Llosa publiera un essai : L’Utopie archaïque : José María Arguedas et les fictions de l’indigénisme [29](en 1996) ; puis : Voyage vers la fiction : Le Monde de Juan Carlos Onetti (2008)[30] ; enfin il réunira en 2005 des portraits de ses amis et collègues, écrivains du boom, dans son Dictionnaire amoureux de l'Amérique latine[31].

  - En 1972, 
    - José Donoso publie son Histoire personnelle du "boom",
    - et Emir Rodriguez Monegal son ouvrage de référence, El Boom de la novela latinoamericana. Ensayo (voir la bibliographie).
- Les essais historiques se limitent à la période 1940-1968. L'histoire du Boom se poursuit : 
  - 1969 : Vie de Jesusa d'Elena Poniatowska (née en 1932, Mexique, Prix Cervantes 2013)
  - 1969 : Fables à l'usage des brebis galeuses d'Augusto Monterroso
  - 1970 : Julius d'Alfredo Bryce Echenique (né en 1939, Pérou)
  - 1970 : Le Rapport de Brodie de Jorge Luis Borges
  - 1970 : L'Obscène Oiseau de la nuit (CRE, BI, aurait dû obtenir le prix Biblioteca Breve du roman, non attribué pour raisons économiques) de José Donoso
  - 1972 : Mouvement perpétuel (CRE) de Augusto Monterroso
  - 1973 : Livre de Manuel (PME2, BI) de Julio Cortázar
  - 1974 : Moi, le Suprême (CRE, BI) d'Augusto Roa Bastos
  - 1974 : L'Ange des ténèbres (PME1) d'Ernesto Sábato
  - 1975 : L'Automne du patriarche de Gabriel García Márquez
  - 1975 : Terra Nostra (PRG) de Carlos Fuentes
  - 1976 : Le Baiser de la femme araignée (CRE, BI, adapté au cinéma par  Héctor Babenco) de Manuel Puig
  - 1977 : La Tante Julia et le Scribouillard (PME1) de Mario Vargas Llosa
  - 1977 : Palinure de Mexico (PRG, PME1, BI) de Fernando del Paso
  - 1978 : La Harpe et l'Ombre (PME2) d'Alejo Carpentier
  - 1978 : Casa de campo (prix espagnol de la critique) de José Donoso
  - 1979 : Laissons parler le vent (prix espagnol de la critique) de Juan Carlos Onetti
  - 1979 : La Havane pour un Infante défunt (CRE) de Guillermo Cabrera Infante

### Lepost-boom
- À la fin des années 1970, commence ce qu'on a appelé le post-boom[32], avec l'apparition, ou l'accès à la notoriété, de nouveaux romanciers : 
  - Hector Bianciotti (1930-2012, Argentine et France, Académie française) : Le Traité des saisons (1977, PME2) ; L'Amour n'est pas aimé (1982, PME1, BI)
  - Tomás Eloy Martínez (1934-2010, Argentine) : Santa Evita (en) (1995, le roman argentin le plus traduit au monde (en))
  - Severo Sarduy (1937-1993, Cuba) : Cobra (PME2)
  - Antonio Skarmeta (1940-2024, Chili) : La Noce du poète (PME2)
  - Isabel Allende (née en 1942, Chili) : La Maison aux esprits (CRE, 1982)
  - Reinaldo Arenas (1943-1990, Cuba) : Avant la nuit (1990, adapté au cinéma par Julian Schnabel, 2000)
  - Roberto Bolaño (1953-2003, Chili) : Les Détectives sauvages (1998, Prix Rómulo Gallegos 1999)
  - Zoé Valdés (née en 1959, Cuba : Le Néant quotidien (1995, CRE) ; La Douleur du dollar (1997)

- Les écrivains du boom continuent à publier des romans importants :
  - 1981 : La Vie exagérée de Martin Romaña (CRE, BI) d'Alfredo Bryce Echenique
  - 1981 : La Guerre de la fin du monde de Mario Vargas Llosa
  - 1981 : Chronique d'une mort annoncée (CRE) de Gabriel García Márquez
  - 1981 : Le Jardin d'à côté de José Donoso
  - 1981 : Le Musée de cire (CRE) de Jorge Edwards
  - 1985 : L'Amour aux temps du choléra de Gabriel García Márquez
  - 1986 : La Désespérance de José Donoso
  - 1991 : La visita en el tiempo de Arturo Uslar Pietri (Prix Rómulo Gallegos 1991)
  - 1993 : Lituma dans les Andes (CRE) de Mario Vargas Llosa
  - 2005 : Dictionnaire amoureux de l'Amérique latine : nombreux portraits personnels d'écrivains du boom par Mario Vargas Llosa
  - 2006 : El tren pasa primero (PRG) d'Elena Poniatowska

## Autres écrivains
- D'autres écrivains latino-américains de la même période avaient une grande notoriété, comme Pablo Neruda (Chili, prix Nobel de littérature en 1971), et Octavio Paz (Mexique, prix Nobel de littérature en 1990 : Tiempo Nublado (**), 1983), mais ils sont poètes et essayistes, alors que le boom est un mouvement romanesque.

## Géographie: auteurs duboomet dupost-boompar pays
Liste des auteurs cités dans la chronologie, par pays.

### Argentine
- Hector Bianciotti (1930-2012, Argentine et France, Académie française)
- Adolfo Bioy Casares (1914-1999, prix Cervantes 1990)
- Jorge Luis Borges (1899-1986, prix Cervantes 1979)
- Julio Cortázar (1914-1984, Argentine et France)
- Macedonio Fernández (1874-1952)
- Leopoldo Marechal (1900-1970)
- Tomás Eloy Martínez (1934-2010)
- Silvina Ocampo (1903-1993)
- Manuel Puig (1932-1990)
- Ernesto Sábato (1911-2011, prix Cervantes 1984)

### Brésil
- Jorge Amado (1912-2001)
- João Guimarães Rosa (1908-1967)
- Clarice Lispector (1920-1977, Brésil)

### Chili
- Isabel Allende (née en 1942)
- José Donoso (1924-1996)
- Jorge Edwards (1931-2023, prix Cervantes 1999)
- Antonio Skarmeta (1940-2024)

### Colombie
- Gabriel García Márquez (1927-2014, prix Nobel de littérature en 1982)

### Cuba
- Reinaldo Arenas (1943-1990)
- Guillermo Cabrera Infante (1929-2005, prix Cervantes 1997)
- Alejo Carpentier (1904-1980, prix Cervantes 1977)
- José Lezama Lima (1910-1976)
- Severo Sarduy (1937-1993)
- Zoé Valdés (née en 1959)

### Guatemala
- Miguel Ángel Asturias (1899-1974, prix Nobel de littérature en 1967)
- Augusto Monterroso (1921-2003, Guatémala et Mexique)

### Mexique
- Rosario Castellanos (1925-1974)
- Fernando del Paso (1935-2018)
- Carlos Fuentes (1928-2012, prix Cervantes 1984)
- Elena Garro (1920-1998)
- Jorge Ibargüengoitia (1928-1983)
- Vicente Leñero (1933-2014)
- José Emilio Pacheco (1939-2014, prix Cervantes 2009)
- Elena Poniatowska (née en 1932, prix Cervantes 2013)
- Juan Rulfo (1917-1986)
- Agustín Yáñez (1904-1980)

### Paraguay
- Augusto Roa Bastos (1917-2005, prix Cervantes 1989)

### Pérou
- José Maria Arguedas (1911-1969)
- Alfredo Bryce Echenique (né en 1939)
- Julio Ramón Ribeyro (1929-1994)
- Mario Vargas Llosa (1936-2025, Pérou et Espagne, prix Cervantes 1994, prix Nobel de littérature 2010)

### Uruguay
- Juan Carlos Onetti (1909-1984, prix Cervantes 1980)
- Mario Benedetti (1920-2009)

## Contexte international

### À Barcelone, «la capitale de la littérature latino-américaine» (Mario Vargas Llosa)
- La notoriété internationale des écrivains du boom doit beaucoup à l'activité éditoriale de Carlos Barral, directeur de la maison d'édition Seix Barral de Barcelone qui patronne le réputé prix Biblioteca Breve du roman (1958-1972),
- et au rôle de l'agente et éditrice littéraire espagnole Carmen Balcells qui a représenté Gabriel García Márquez, Mario Vargas Llosa, Juan Carlos Onetti, Julio Cortázar, José Donoso, Alfredo Bryce Echenique, Isabel Allende[33].
- Témoignage de Mario Vargas Llosa à l'occasion d'un portrait de José Donoso : « C'est à Barcelone, entre 1970 et 1974, que je le fréquentai le plus, quand, par un concours de circonstances, la belle cité méditerranéenne devint, pour ainsi dire, la capitale de la littérature latino-américaine. Dans son Histoire personnelle du "boom" (1972), il décrit une de ces réunions qui jalonnent ces années exaltantes où la littérature nous paraissait si importante et capable de changer la vie des gens, où était miraculeusement aboli l'abîme séparant écrivains et lecteurs espagnols et latino-américains, et où l'amitié nous semblait impérissable aussi. » Dans le même ouvrage[31], Mario Vargas Llosa donne un portrait de Carlos Barral et de Carmen Balcells.

### En France, «Paris, capitale de la culture latino-américaine» (Octavio Paz)
- Témoignage de Mario Vargas Llosa citant Octavio Paz : « Quand je parvins enfin à réaliser mon rêve et de vivre ici (à Paris), la France commença à m'apprendre à découvrir l'Amérique latine et à me découvrir moi-même comme latino-américain. C'est ce qu'à écrit Octavio Paz en présentant une anthologie : "Paris, capitale de la culture latino-américaine". Il n'exagérait pas : ici les artistes et les écrivains d'Amérique latine se connaissaient, se fréquentaient et se reconnaissaient comme membres d'une même communauté historique et culturelle, tandis que là-bas nous vivions retranchés dans nos pays, attentifs à ce qui se passait à Paris, Londres ou New-York, sans avoir la moindre idée de ce qui avait lieu dans les pays voisins, ni même, parfois, dans le nôtre »[34]
- Un rôle pionnier pour la connaissance en France de la littérature latino-américaine a été joué par l'écrivain Roger Caillois ; pendant la seconde guerre mondiale, il a connu cette littérature à Buenos Aires grâce à Victoria Ocampo et sa revue Sur[35] ; après la guerre, il a créé chez Gallimard la collection La Croix du Sud[36] où, entre 1952 et 1970, ont été publiées des traductions de livres d'Amado (Bahia de tous les saints, réédition de 1938 ; Capitaine des sables, 1952), Arguedas (Les Fleuves profonds, 1966), Asturias (L'Ouragan, 1955), Borges (Fictions, 1951 ; Labyrinthes, 1953 ; Discussion, 1966), Cabrera Infante (Dans la paix comme dans la guerre, 1962), Carpentier (Le Siècle des lumières, 1962), Cortázar (Les armes secrètes, 1963), Roa Bastos (Le Feu et la lèpre, 1968), Rulfo (Pedro Paramo, 1959), Ribeyro (Chronique de San Gabriel, 1969), Sábato (Le Tunnel, 1956), Vargas Llosa (La Ville et les Chiens), etc. Après 1970, Gallimard a publié les écrivains latino-américains dans sa collection généraliste, Du monde entier.
- Aux Éditions du Seuil, Claude Durand et Severo Sarduy dirigent la publication des œuvres latino-américaines où ils publient Cent ans de solitude de Gabriel García Márquez (traduit par Claude et Carmen Durand, 1968), Les Nuits du Sertao de João Guimarães Rosa, Alejandra (1967) d'Ernesto Sábato, L'Obscène Oiseau de la nuit de José Donoso (1972), etc.